# Liste von Bauwerken des Brutalismus
Die Liste von Bauwerken des Brutalismus bietet einen Überblick über bedeutende realisierte Bauwerke der Architekturströmung Brutalismus, dessen Blütezeit zwischen den 1950er und 1970er Jahren lag. Die Liste erhebt keinen Anspruch auf Vollständigkeit und soll nur Bauwerke von besonderem architektonischen Wert aufnehmen.
- Karte mit allen Koordinaten:
- OSM |
- WikiMap

## Afrika
| Land           | Koordinaten                     | Ort          | Architekten                                | Entwurf Baujahr           | Beschreibung / Nutzung                                                                            | Abbildung     | Status und Schutz |
| -------------- | ------------------------------- | ------------ | ------------------------------------------ | ------------------------- | ------------------------------------------------------------------------------------------------- | ------------- | ----------------- |
| Algerien       | 36° 45′ 36″ N, 3° 4′ 30″ O      | Algier       | Paul Herbé Jean Le Couteur                 | ab 1955 bis 1963          | Kathedrale Sacré-Cœur d'Alger                                                                     |               | erhalten          |
| Algerien       | 36° 9′ 51″ N, 1° 19′ 37″ O      | Ech Cheliff  | Louis Miquel Roland Simounet               | ab 1955 bis 1958 bis 1961 | Centre Albert-Camus                                                                               |               | erhalten          |
| Elfenbeinküste | 5° 19′ 20″ N, 4° 0′ 59″ W       | Abidjan      | Rinaldo Olivieri                           | ab 1968 bis 1973          | Geschäftszentrum La Pyramide                                                                      |               | bedroht           |
| Kenia          | 1° 17′ 19″ S, 36° 49′ 23″ O     | Nairobi      | Karl Hendrik Nøstvik                       | ab 1967 bis 1973          | Kenyatta International Conference Center                                                          |               | erhalten          |
| Nigeria        | 7° 31′ 11,3″ N, 4° 31′ 23″ O    | Ile-Ife      | Arieh Sharon, Eldar Sharon                 | 1970er                    | Bücherei der University of Ife (heute Hezekiah Oluwasanmi Library der Obafemi Awolowo University) | Link zum Bild | erhalten          |
| Sambia         | 15° 23′ 35″ S, 28° 19′ 45″ O    | Lusaka       | Julian Elliott Anthony Chitty              | ab 1965 bis 1968          | Campus der Universität von Sambia                                                                 |               | erhalten          |
| Senegal        | 14° 40′ 12″ N, 17° 25′ 57″ W    | Dakar        | Henri Chomette Roland Depret Thierry Melot | ab 1973 bis 1978          | Hôtel Indépendance                                                                                |               | bedroht           |
| Südafrika      | 26° 7′ 55,5″ S, 28° 13′ 54,6″ O | Johannesburg |                                            | 1970                      | Hauptgebäude des Jan Smuts Airport (heute O. R. Tambo International Airport)                      |               | stark umgebaut    |
| Südafrika      | 25° 47′ 8″ S, 28° 14′ 50″ O     | Pretoria     | Karl J. Jooste                             | ab 1965 bis 1967          | Haus Jooste                                                                                       |               | erhalten          |
| Sudan          | 15° 37′ 4″ N, 32° 29′ 16″ O     | Khartum      | Cezar Lăzărescu                            | ab 1972 bis 1978          | Palast der Volksversammlung                                                                       |               | erhalten          |
| Tansania       | 6° 49′ 10″ S, 39° 16′ 30″ O     | Daressalam   | Beda Jonathan Amuli                        | ab 1972 bis 1974          | Markthalle Kariakoo                                                                               |               | erhalten          |
| Tunesien       | 36° 48′ 7″ N, 10° 11′ 14″ O     | Tunis        | Raffaele Contigiani                        | 1970–1973                 | Hôtel du Lac                                                                                      |               | bedroht           |

## Asien
| Land          | Koordinaten                       | Ort            | Architekten | Entwurf Baujahr   | Beschreibung / Nutzung                                                     | Abbildung | Status und Schutz                                 |
| ------------- | --------------------------------- | -------------- | --- | ----------------- | -------------------------------------------------------------------------- | --------- | ------------------------------------------------- |
| Armenien      | 40° 10′ 20″ N, 44° 30′ 46″ O      | Jerewan        | Spartak Chatschikjan, Hratschik Poghosjan, Artur Tarchanjan                                                                                                  | ab 1968 bis 1975  | Kino Rossija                                                               |           | erhalten                                          |
| Aserbaidschan |                                   | Baku           | Alexander Belokon, W. Sulimowa | bis 1975          | Wohnhaus Gosstroi                                                          |           | erhalten                                          |
| China         |                                   | Hongkong       | Wai Szeto | ab 1964 bis 1978  | Chinese University of Hong Kong                                            |           | erhalten                                          |
| Georgien      | 41° 44′ 9″ N, 44° 46′ 17″ O       | Tiflis         | Giorgi Tschachawa, Zurab Dschalagania | ab 1972 bis 1975  | Verwaltungsgebäude des Ministeriums für Straßenbau                         |           | denkmalgeschützt                                  |
| Indien        | 23° 1′ 27″ N, 72° 34′ 56″ O       | Ahmedabad      | Balkrishna Vithaldas Doshi, Mahendra Raj | ab 1956 bis 1972  | Premabhai Hall                                                             |           | erhalten                                          |
| Indien        | 12° 58′ 55″ N, 77° 35′ 44″ O      | Bangalore      | Charles Correa | 1974–1980         | Visvesvaraya Trade Promotion Centre BMTC Complex, Shantinagar, Double Road |           | erhalten                                          |
| Indien        | 30° 45′ 40″ N, 76° 48′ 12″ O      | Chandigarh     | Le Corbusier | 1951–1955         | Kapitol-Komplex in Chandigarh                                              |           | erhalten                                          |
| Indien        | 23° 36′ 42″ N, 72° 22′ 53″ O      | Mehsana        | Achyut Kavinde | 1970–1973         | Molkerei Dudhsagar                                                         |           | erhalten                                          |
| Indien        | 28° 37′ 37″ N, 77° 13′ 59″ O      | Neu-Delhi      | Shiv Nath Prasad, Mahendra Raj | ab 1966 bis 1969  | Shri Ram Centre for Performing Arts                                        |           | erhalten                                          |
| Indien        | 28° 36′ 53″ N, 77° 14′ 43″ O      | Neu-Delhi      | Raj Rewal | ab 1969 bis 1972  | Hall of Nations, Pragati Maidan                                            |           | 2017 abgerissen                                   |
| Indien        | 28° 33′ 4″ N, 77° 12′ 38″ O       | Neu-Delhi      | Kuldip Singh, Mahendra Raj | 1978–1980         | National Cooperative Development Corporation (NCDC)                        |           | erhalten                                          |
| Indonesien    | 6° 9′ 48″ S, 106° 49′ 14″ O       | Jakarta        | Hongkong Land | bis 1976          | Wisma Hayam Wuruk                                                          |           | erhalten                                          |
| Irak          |                                   | Bagdad         | Qahtan Awni (mit Lech Robaczyński u. a.) | bis ca. 1968      | al-Mustansiriyya-Universität                                               |           | erhalten                                          |
| Iran          | 29° 38′ 22″ N, 52° 31′ 37″ O      | Schiras        | Minoru Yamasaki, Mohammad Reza Moghtader für Modam | ab 1960 1974–1979 | Pahlavi-Universität                                                        |           | erhalten                                          |
| Iran          | 36° 29′ 12″ N, 59° 31′ 1″ O       | Tūs            | Houshang Seyhoun | ab 1964 bis 1968  | Firdausī-Museum                                                            |           | denkmalgeschützt                                  |
| Israel        | 32° 0′ 58″ N, 34° 44′ 29″ O       | Bat Jam        | Alfred Neumann, Zvi Hecker, Eldar Sharon | 1951–1955         | Rathaus von Bat Jam                                                        |           | erhalten, Lüftungsapparaturen des Daches entfernt |
| Israel        | 32° 6′ 58″ N, 34° 49′ 6″ O        | Tel Aviv-Jaffa | Ram Karmi, Ada Karmi-Melamede, Chaim Ketzef, Ben Peleg | ab 1965 bis 1973  | Amal Lady Davis High School                                                |           | erhalten                                          |
| Israel        | 31° 15′ 43″ N, 34° 48′ 3″ O       | Beʾer Scheva   | Avraham Yasky, Yaakov Gil, Ada Karmi-Melamede, Bracha Hayutin, Michael Hayutin, Nadler Bixon Gil, Amnon Niv, Rafi Reifer, Ram Karmi, Chaim Ketzef, Ben Peleg | 1968–1995         | Ben-Gurion-Universität                                                     |           | erhalten                                          |
| Japan         | 43° 46′ 35,9″ N, 142° 21′ 35,5″ O | Asahikawa      | Building Bureau of Asahikawa City | 1964              | Asahikawa City Youth Science Hall                                          |           | erhalten                                          |
| Japan         | Koordinaten fehlen! Hilf mit.     | Atami          | Kenzō Tange | 1962              | Atami Garden Hotel                                                         |           |                                                   |
| Japan         | 37° 2′ 18,2″ N, 137° 51′ 33,4″ O  | Itoigawa       | Watanabe Yōji | 1962              | Zenkō-ji-Tempel von Shunan-zan                                             |           | erhalten                                          |
| Japan         | 34° 35′ 41″ N, 133° 46′ 8″ O      | Kurashiki      | Kenzō Tange | 1958–1960         | Rathaus von Kurashiki                                                      |           | erhalten                                          |
| Japan         | 35° 40′ 7″ N, 138° 34′ 15″ O      | Kōfu           | Kenzō Tange | ab 1961 bis 1966  | Presse- und Rundfunkzentrum Yamanashi                                      |           | erhalten                                          |
| Japan         | Koordinaten fehlen! Hilf mit.     | Kurume         | Kiyonori Kikutake | 1965              | Beinhaus, Tempel Toku'un-ji                                                |           | erhalten                                          |
| Japan         | 35° 3′ 40″ N, 135° 46′ 59″ O      | Kyōto          | Sachio Otani | ab 1963 bis 1966  | Kyōto International Conference Center                                      |           | erhalten                                          |
| Japan         | 35° 32′ 9″ N, 135° 11′ 45″ O      | Miyazu         | Design League | 1962              | Rathaus Miyazu                                                             |           | erhalten                                          |
| Japan         | 35° 2′ 39,6″ N, 135° 59′ 22,8″ O  | Moriyama       | Ichiro Ebihara & Associates | 1962              | Fabrik in Shiga für die Nihon Vilene Company                               |           | teilweise erhalten                                |
| Japan         | Koordinaten fehlen! Hilf mit.     | Niigata        | Eiji Miyagawa | 1961              | Niigata Prefectural Gymnasium                                              |           |                                                   |
| Japan         | Koordinaten fehlen! Hilf mit.     | Ōita           | Arata Isozaki | ab 1962 bis 1966  | Bibliothek der Präfektur Ōita                                              |           | erhalten                                          |
| Japan         | 34° 40′ 6″ N, 133° 55′ 46,8″ O    | Okayama        | Maekawa Kunio & Associates | 1962              | Kulturzentrum                                                              |           | erhalten                                          |
| Japan         | 34° 39′ 52,5″ N, 133° 55′ 57,5″ O | Okayama        | Takeo Sato & Associates | 1962              | Sanyo Broadcasting Hall                                                    |           | erhalten                                          |
| Japan         | Koordinaten fehlen! Hilf mit.     | Saijō          | Junzo Sakakura & Associates | 1961              | Saijo Municipal Gymnasium                                                  |           |                                                   |
| Japan         | Koordinaten fehlen! Hilf mit.     | Shizuoka       | Watanabe Yōji | bis 1968          | Haus Dr. Minezaki („Dragon Fort“)                                          |           | erhalten                                          |
| Japan         | 34° 20′ 24,3″ N, 134° 2′ 38,3″ O  | Takamatsu      | Kenzō Tange | ab 1955 bis 1958  | Regierungsgebäude der Präfektur Kagawa                                     |           | erhalten                                          |
| Japan         | Koordinaten fehlen! Hilf mit.     | Tokio          | Maekawa Kunio | 1958              | Wohnblock Harumi                                                           |           |                                                   |
| Japan         | 35° 42′ 51″ N, 139° 46′ 31″ O     | Tokio          | Maekawa Kunio | 1961              | Kulturzentrum Tokio                                                        |           | erhalten                                          |
| Japan         | 35° 42′ 21,7″ N, 139° 42′ 27,1″ O | Tokio          | Katsuo Ando & Associates | bis 1964          | Engineering Buildings, Waseda-Universität                                  |           | erhalten                                          |
| Japan         | 35° 43′ 50,9″ N, 139° 42′ 16,3″ O | Tokio          | Kenzō Tange Team | 1961              | Bücherei der Rikkyō-Universität                                            |           | erhalten                                          |
| Japan         | 35° 40′ 16″ N, 139° 42′ 48″ O     | Tokio          | Takamitsu Azuma | 1966–1967         | Tower House                                                                |           | erhalten                                          |
| Kambodscha    | 11° 33′ 30″ N, 104° 54′ 44″ O     | Phnom Penh     | Vann Molyvann | ab 1962 bis 1964  | Sportpalast, National Sports Complex                                       |           | bedroht                                           |
| Kirgistan     | Koordinaten fehlen! Hilf mit.     | Bischkek       | Alexei Petschonkin für Kirgisgiprostroi | ca. 1978–1980     | Staatsphilharmonie Toktogul Satylganow                                     |           | erhalten                                          |
| Kuwait        | Koordinaten fehlen! Hilf mit.     | Kuwait         | John S. Bonnington Partnership (JSBP), Kuwait Engineering Office (KEO)                                                                                       | ab 1973 bis 1979  | Suq Al-Muttaheda                                                           |           | erhalten                                          |
| Libanon       | Koordinaten fehlen! Hilf mit.     | Beirut         | Khalil Khoury | ab 1972 1975–1997 | Interdesign Showroom                                                       |           | erhalten                                          |
| Malaysia      | Koordinaten fehlen! Hilf mit.     | Kuala Lumpur   | C.H.R. Bailey Kington Loo Kam Pak Choeng für Booty, Edwards & Partners                                                                                       | ab 1961 bis 1966  | Dawan Tunku Canselor, University of Malaya                                 |           | erhalten                                          |
| Pakistan      | Koordinaten fehlen! Hilf mit.     | Karatschi      | Yasmeen Lari | ca. 1970–1972     | Wohnhaus der Architektin Yasmeen Lari                                      |           | erhalten                                          |
| Philippinen   | Koordinaten fehlen! Hilf mit.     | Manila         | Leandro V. Loscin | ab 1965 bis 1969  | Theater of Performing Arts, Cultural Center of the Philippines             |           | erhalten                                          |
| Südkorea      | Koordinaten fehlen! Hilf mit.     | Seoul          | Kim Swoo Geun | ab 1980 bis 1981  | Kyungdong Presbyterian Church                                              |           | erhalten                                          |
| Tadschikistan | Koordinaten fehlen! Hilf mit.     | Duschanbe      | Juri Parchow | ab 1972 bis 1979  | KGB-Zentrale                                                               |           | erhalten                                          |
| Taiwan        | Koordinaten fehlen! Hilf mit.     | Kaohsiung      | Chen Ren-he | 1963–1964         | Klassenraum-Trakt („Der Wellenturm“)                                       |           | erhalten                                          |
| Türkei        | Koordinaten fehlen! Hilf mit.     | Ankara         | Altuğ Çinici Behruz Çinici | ab 1961 bis 1963  | Middle East Technical University (METU)                                    |           | erhalten                                          |
| Türkei        | Koordinaten fehlen! Hilf mit.     | Ankara         | Cengiz Bektaş Kemal Aran | ab 1964 bis 1966  | Etimesgut-Moschee                                                          |           | erhalten                                          |
| Turkmenistan  | Koordinaten fehlen! Hilf mit.     | Aşgabat        | Abdullah Achmedow, Sapar Saparow | ab 1960 1964–1975 | Staatsbibliothek Karl Marx                                                 |           | bedroht                                           |
| Usbekistan    | Koordinaten fehlen! Hilf mit.     | Taschkent      | Wladimir Beresin, Juri Chaldejew Dmitri Schuwaew Sergo Sutjagin                                                                                              | ab 1961 bis 1964  | Kunstpalast                                                                |           | erhalten                                          |
| Usbekistan    | 41° 18′ 40″ N, 69° 16′ 59″ O      | Taschkent      | | bis 1974          | Hotel Uzbekistan                                                           |           | erhalten                                          |

## Europa
| Land           | Koordinaten                   | Ort                             | Architekten | Entwurf Baujahr                        | Beschreibung / Nutzung | Abbildung                              | Status und Schutz |
| -------------- | ----------------------------- | ------------------------------- | --- | -------------------------------------- | --- | -------------------------------------- | --- |
| Belgien        | 51° 12′ 58″ N, 4° 24′ 9″ O    | Antwerpen                       | Renaat Braem Juul De Roover Maxime Wijnants | 1957–1966                              | Politietoren (Den Oudaan) | Politietoren                           | |
| Belgien        | 51° 3′ 3″ N, 4° 26′ 16″ O     | Battel bei Mechelen             | bOb Van Reeth | 1971                                   | Botte-Haus |                                        | erhalten |
| Belgien        | 50° 40′ 5″ N, 4° 37′ 12″ O    | Louvain- la-Neuve               | André Jacqmain | bis 1970                               | Bibliothek der Université catholique de Louvain | Bibliothek der Universität Louvain     | erhalten |
| Belgien        | 50° 53′ 57″ N, 3° 36′ 39″ O   | Zingem                          | Juliaan Lampens | ab 1964 bis 1967                       | Haus Vandenhaute-Kiebooms |                                        | denkmalgeschützt |
| Bulgarien      | 42° 44′ 9″ N, 25° 23′ 38″ O   | auf dem Berg Chadschi Dimitar   | Georgi Stoilow | bis 1981                               | Busludscha-Denkmal |                                        | bedroht |
| Bulgarien      | 42° 40′ 53″ N, 27° 42′ 22″ O  | bei Nessebar                    | Nikola Nikolow für Glawproekt Sofia | ab etwa 1965 bis 1968                  | Restaurant Magura, Bar Orient und Hotel Kontinental für die Ferienanlage Brjag |                                        | erhalten |
| Deutschland    | 50° 46′ 47″ N, 6° 4′ 17″ O    | Aachen                          | Gernot Kramer | etwa 1963–1968                         | Bilal-Moschee – Das Gebäude ist mittlerweile verputzt und gestrichen, sodass der ursprüngliche Eindruck verloren ist. |                                        | erhalten denkmalgeschützt |
| Deutschland    | 50° 46′ 35″ N, 6° 2′ 37″ O    | Aachen                          | Benno Schachner | 1971 bis 1985                          | Klinikum Aachen |                                        | erhalten denkmalgeschützt (2008) |
| Deutschland    | 48° 57′ 23″ N, 9° 25′ 15″ O   | Backnang                        | Helmut Erdle | 1959 bis 1961                          | Wasserturm Backnang |                                        | denkmalgeschützt |
| Deutschland    | 50° 57′ 54″ N, 7° 9′ 48″ O    | Bergisch Gladbach (OT Bensberg) | Gottfried Böhm | ab 1962 1965–1967                      | Rathaus Bensberg |                                        | erhalten denkmalgeschützt (1982) |
| Deutschland    | 52° 30′ 40″ N, 13° 23′ 2″ O   | Berlin                          | Věra Machoninová Vladimír Machonin Klaus Pätzmann | ab 1972 1974–1978                      | Tschechische Botschaft in Berlin |                                        | bedroht kein Schutz |
| Deutschland    | 52° 30′ 40″ N, 13° 24′ 10″ O  | Berlin                          | Eckart Schmidt | 1980–1985                              | Spitteleck |                                        | erhalten kein Schutz |
| Deutschland    | 52° 30′ 0″ N, 13° 24′ 36″ O   | Berlin                          | Werner Düttmann | etwa 1965–1967                         | Katholische Kirche St. Agnes |                                        | erhalten kein Schutz |
| Deutschland    | 52° 33′ 0″ N, 13° 22′ 13″ O   | Berlin                          | Klaus Kirsten | 1957–1959                              | Verwaltung, Montagehalle der Rotaprint-Fabrik |                                        | erhalten denkmalgeschützt |
| Deutschland    | 52° 30′ 37″ N, 13° 14′ 37″ O  | Berlin                          | Le Corbusier | 1956–1958                              | Corbusierhaus – Le Corbusier zog sich aufgrund von Beeinträchtigungen seiner ursprünglichen Planungen durch die deutsche Baugesetzgebung von dem Projekt in der Bauphase zurück. |                                        | erhalten denkmalgeschützt (1996) |
| Deutschland    | 52° 26′ 11″ N, 13° 19′ 1″ O   | Berlin                          | Gerd und Magdalena Hänska | 1969–1972                              | Zentrale Tierlaboratorien der Freien Universität Berlin |                                        | erhalten denkmalgeschützt (2023) |
| Deutschland    | 52° 2′ 16″ N, 8° 29′ 35″ O    | Bielefeld                       | Helmut Herzog Klaus Köpke Peter Kulka Wolf Siepmann Katte Töpper Stephan Legge                                                                                       | 1969/70                                | Uni Bielefeld |                                        | erhalten |
| Deutschland    | 51° 29′ 24″ N, 7° 14′ 3″ O    | Bochum                          | | 1976–1979                              | Ruhrstadion – Das 1921 errichtete Stadion wurde 1976–1979 umfangreich umgebaut und überdacht. |                                        | erhalten |
| Deutschland    | 51° 26′ 38″ N, 7° 15′ 42″ O   | Bochum                          | Helmut Hentrich, Petschnigg & Partner / Eller Moser Walter / Bruno Lambart / Albin Hennig / Werner Lehmann und Partner / Staatshochbauamt für die Universität Bochum | ab 1962 1964–1984                      | Ruhr-Universität Bochum |                                        | bedroht, teilweise abgerissen denkmalgeschützt |
| Deutschland    | 48° 16′ 20″ N, 11° 28′ 0″ O   | Dachau                          | Helmut Striffler | 1965–1967                              | Versöhnungskirche Dachau |                                        | erhalten denkmalgeschützt |
| Deutschland    | 49° 51′ 40″ N, 8° 40′ 36″ O   | Darmstadt                       | Hochbauamt Darmstadt | ab etwa 1965 1967–1971                 | Architekturfakultät der TU Darmstadt |                                        | denkmalgeschützt |
| Deutschland    | 51° 8′ 19″ N, 6° 53′ 57″ O    | Düsseldorf                      | Gottfried Böhm | 1962–1972                              | Altenwohnheim St. Hildegardis, Pfarrkirche St. Matthäus und St.-Hildegardis-Kapelle |                                        | erhalten denkmalgeschützt (1999) |
| Deutschland    | Hofgarten 1                   | Eichstätt                       | Karljosef Schattner und Gerhart Teutsch | 1963–1964                              | Hofgarten Bibliothek |                                        | erhalten denkmalgeschützt |
| Deutschland    | Ostenstraße 18                | Eichstätt                       | Karljosef Schattner | 1979–1981                              | Gebäude Ostenstraße 18 in Eichstätt |                                        | erhalten denkmalgeschützt |
| Deutschland    | 48° 43′ 52″ N, 9° 20′ 28″ O   | Esslingen am Neckar             | Karst und Kimmig | 1967                                   | Theodor-Heuss-Gymnasium |                                        | erhalten denkmalgeschützt (2009) |
| Deutschland    | 50° 5′ 16″ N, 8° 30′ 44″ O    | Frankfurt am Main               | Günther Bock | ab 1958 bis 1961                       | Bürgerhaus Sindlingen |                                        | bedroht denkmalgeschützt |
| Deutschland    | 50° 8′ 18″ N, 8° 36′ 25″ O    | Frankfurt am Main               | Günter Bock Otto Herbert Hajek | ab 1958 bis 1963                       | Trauerhalle Westhausen |                                        | erhalten denkmalgeschützt |
| Deutschland    | 50° 37′ 29″ N, 8° 22′ 56″ O   | Frankfurt am Main               | Stephan Böhm | 1993                                   | Ehemalige Hauptverwaltung Deutsche Bahn AG (Frankfurt am Main) |                                        | erhalten |
| Deutschland    | 50° 6′ 58″ N, 8° 39′ 5″ O     | Frankfurt am Main               | S. Werner Heinrich Nitschke für die Staatliche Neubauabteilung des Landes Hessen                                                                                     | 1970–1972                              | AfE-Turm |                                        | am 2. Februar 2014 gesprengt |
| Deutschland    | 50° 6′ 15″ N, 8° 40′ 1″ O     | Frankfurt am Main               | Speerplan Regional- und Stadtplaner GmbH & Neue Heimat Städtebau Südwest GmbH                                                                                        | 1977                                   | Hochhaus Union Investment |                                        | erhalten |
| Deutschland    | 53° 36′ 15″ N, 10° 0′ 57″ O   | Hamburg                         | Gerhard Weber Georg Küttinger | ab 1969 1974–1977                      | Oberpostdirektion |                                        | 2017–2018 abgerissen ehemals denkmalgeschützt |
| Deutschland    | 52° 22′ 48″ N, 9° 44′ 36″ O   | Hannover                        | Dieter Bahlo | 1974–1975                              | Hochhaus Lister Tor auch Bredero-Haus – Bis zu Beginn der 1990er Jahre waren in den Etagen 1 bis 16 Geschäftsräume vorhanden, darüber gibt es Eigentumswohnungen und obenauf 2 Penthäuser. Im 21. Stockwerk befindet sich eine große Dachterrasse für alle Bewohner. |                                        | bedroht Seit 2015 werden die leerstehenden Büroetagen zu Eigentumswohnungen umgebaut und die Fassaden erhalten eine zart-beige Aluminiumplattenverkleidung. |
| Deutschland    | 52° 22′ 13″ N, 9° 44′ 23″ O   | Hannover                        | Heinz Wilke | 1974                                   | Parkhaus Osterstraße |                                        | erhalten denkmalgeschützt |
| Deutschland    | 52° 22′ 39″ N, 9° 45′ 16″ O   | Hannover                        | Rolf Ramcke | 1970–1973                              | Hauptgebäude, Hochschule für Musik, Theater und Medien Hannover |                                        | erhalten denkmalgeschützt |
| Deutschland    | 52° 22′ 11″ N, 9° 44′ 22″ O   | Hannover                        | ABB Architekten (Otto Apel, Hannsgeorg Beckert) | 1963–1965                              | Intercontinental Hotel |                                        | erhalten Nach einem ersten Eigentümerwechsel wurde es 2014 erneut verkauft. Der neue Besitzer Friedrichswall GmbH lässt das Gebäude ab 2018 komplett sanieren, bis dahin wurde es als Flüchtlingsunterkunft zwischengenutzt. |
| Deutschland    | 49° 22′ 25″ N, 8° 42′ 11″ O   | Heidelberg                      | Lothar Götz | 1970–1972                              | Kirche St. Paul |                                        | erhalten denkmalgeschützt |
| Deutschland    | 49° 8′ 21″ N, 9° 13′ 13″ O    | Heilbronn                       | Philipp Holzmann | 1973–1974                              | Wollhauszentrum |                                        | erhalten Abriss seit 2012 geplant |
| Deutschland    | 50° 6′ 47″ N, 8° 23′ 49″ O    | Hofheim/Langenhein              | Teuto Rocholl | 1956 1962–1964                         | Bahai Haus der Andacht |                                        | erhalten Kulturdenkmal des Landes Hessen |
| Deutschland    | 51° 3′ 17″ N, 6° 13′ 32″ O    | Hückelhoven                     | Brigitte Parade Christoph Parade | 1963–1974                              | Gymnasium Hückelhoven |                                        | erhalten |
| Deutschland    | 48° 45′ 15″ N, 11° 26′ 34″ O  | Ingolstadt                      | Hans Zitzelsperger | 1957–1959                              | St. Augustin |                                        | erhalten denkmalgeschützt |
| Deutschland    | 48° 45′ 47″ N, 11° 25′ 44″ O  | Ingolstadt                      | Marie Brigitte Hämer-Buro und Hardt-Waltherr Hämer | ab 1959 1962–1966                      | Stadttheater Ingolstadt |                                        | erhalten denkmalgeschützt |
| Deutschland    | Kupferstraße 17               | Ingolstadt                      | Josef Elfinger | 1969                                   | Geschäfts- und Wohnhaus |                                        | verändert kein Schutz |
| Deutschland    | Jesuitenstraße 10             | Ingolstadt                      | Marie Brigitte Hämer-Buro und Hardt-Waltherr Hämer | 1967–1970                              | Katharinen-Gymnasium |                                        | erhalten denkmalgeschützt |
| Deutschland    | Pfingstrosenstraße 1          | Ingolstadt-Mailing              | Hans Zitzelsperger | 1968–1970                              | St. Martin |                                        | erhalten kein Schutz |
| Deutschland    | Röntgenstraße 35              | Ingolstadt-Oberhaunstadt        | Josef Elfinger | 1968–1970                              | St. Peter |                                        | erhalten denkmalgeschützt |
| Deutschland    | Jurastraße 10                 | Ingolstadt-Friedrichshofen      | Erhard Fischer | 1969–1970                              | St. Christophorus |                                        | erhalten kein Schutz |
| Deutschland    | Jahnstraße 29                 | Ingolstadt                      | Manfred Törmer | 1969–1970                              | Pavillon Freibad Ingolstadt |                                        | erhalten denkmalgeschützt |
| Deutschland    | Friedrich-Ebert-Straße 84     | Ingolstadt                      | Josef Elfinger | 1974                                   | Bürogebäude Schubert und Salzer |                                        | bedroht denkmalgeschützt |
| Deutschland    | 48° 46′ 29″ N, 11° 25′ 27″ O  | Ingolstadt                      | Ludwig Geith, Reinhard Kolb, Helmut Stich | 1973–1974                              | Wohnscheibe |                                        | kein Schutz 1990 stark verändert durch Thomas Sieverts |
| Deutschland    | Nibelungenstraße 20           | Ingolstadt-Mailing              | Hans Zitzelsperger, Karl-Erwin Lutz | 1977                                   | Ostfriedhof |                                        | erhalten kein Schutz |
| Deutschland    | 49° 0′ 17″ N, 8° 24′ 23″ O    | Karlsruhe                       | Helmut Bätzner | 1975                                   | Badisches Staatstheater Karlsruhe | Badisches Staatstheater Karlsruhe      | 2014 fand ein Architektenwettbewerb statt, nach dem nun Umbau- und Erweiterungsarbeiten durchgeführt werden, Abschluss nicht fixiert. Die erstplatzierten Büros Delugan Meissl Associated Architects (Wien) und Wenzel + Wenzel (Karlsruhe) planen unter Beibehaltung des baulichen Grundbestands umfassende und stilangepasste Ergänzungen. |
| Deutschland    | 50° 56′ 7″ N, 6° 54′ 59″ O    | Köln                            | Gottfried Böhm | ab 1963/64 1968–1970                   | Pfarrkirche Christi Auferstehung |                                        | erhalten |
| Deutschland    | 51° 20′ 4″ N, 6° 33′ 49″ O    | Krefeld                         | Max Sippel, Bruno Trubert, Rolf Klein | ab 1972 bis 1976                       | Bürgerzentrum und Mehrzweckhalle „Seidenweberhaus“ |                                        | kein Schutz Abriss für 2025 geplant |
| Deutschland    | 49° 29′ 26″ N, 8° 27′ 40″ O   | Mannheim                        | Carlfried Mutschler | ab 1957 bis 1960                       | Wohnhaus E7, 7 |                                        | erhalten denkmalgeschützt |
| Deutschland    | 49° 33′ 39″ N, 8° 28′ 42″ O   | Mannheim                        | Helmut Striffler | ab 1959 bis 1961                       | Jonakirche |                                        | erhalten denkmalgeschützt |
| Deutschland    | 49° 29′ 25″ N, 8° 27′ 41″ O   | Mannheim                        | Carlfried Mutschler | ab 1975 bis 1978                       | Wohnhaus E7, 5 |                                        | erhalten |
| Deutschland    |                               | Mannheim                        | Carlfried Mutschler (Architekt), Otto Herbert Hajek (Künstler Reliefs)                                                                                               | 1965–1967                              | Lukaskirche |                                        | bedroht 2022 Abriss im Gespräch |
| Deutschland    | 50° 49′ 19″ N, 8° 46′ 16″ O   | Marburg                         | Johannes Möhrle | ab 1965 1973–1976                      | Hauptpostamt |                                        | erhalten denkmalgeschützt |
| Deutschland    | 51° 7′ 4″ N, 6° 53′ 36″ O     | Monheim am Rhein (OT Baumberg)  | Walter Maria Förderer | etwa 1966–1971                         | Evangelische Friedenskirche – Der Kirchenbau, der in seiner ineinandergeschachtelten Bauweise ein ganz ungewöhnliches Kirchengebäude darstellt, wurde vom Architekten in ähnlicher Formgebung bei weiteren Kirchenbauten in Chur und St. Gallus nachgenutzt. Angeblich sollen ihn die heimischen Gebirgszüge zu dieser Form inspiriert haben. |                                        | erhalten denkmalgeschützt (2018) |
| Deutschland    | 48° 10′ 24″ N, 11° 30′ 45″ O  | München                         | Herbert Groethuysen Detlef Schreiber Gernot Sachsse | 1967                                   | Kirchenzentrum St. Mauritius |                                        | teilweise erhalten Messnerhaus 2005 abgerissen |
| Deutschland    | 48° 10′ 17″ N, 11° 35′ 40″ O  | München                         | Jürgen von Gagern Udo von der Mühlen Peter Ludwig | ab 1971 bis 1973                       | Wohnhäuser Orpheus und Eurydike |                                        | erhalten denkmalgeschützt |
| Deutschland    | 49° 27′ 5″ N, 11° 5′ 4″ O     | Nürnberg                        | Heinrich Graber | 1965–1967                              | Norishalle, Naturhistorisches Museum Nürnberg, Stadtarchiv Nürnberg | Norishalle Nürnberg                    | erhalten denkmalgeschützt |
| Deutschland    | 50° 6′ 21″ N, 8° 45′ 40″ O    | Offenbach am Main               | Architektengemeinschaft Maier, Graf, Speidel und Schanty aus Stuttgart und Frankfurt am Main                                                                         | 1968–1971                              | Rathaus | Offenbacher Rathaus                    | denkmalgeschützt |
| Deutschland    | 52° 47′ 19″ N, 8° 46′ 20″ O   | Paderborn                       | | 1972                                   | Universität Paderborn | Komplex der Uni Paderborn              | |
| Deutschland    | 48° 53′ 27″ N, 8° 42′ 11″ O   | Pforzheim                       | Rudolf Prenzel | 1962; 1969–1973                        | Neues Rathaus | Neues Rathaus Pforzheim                | erhalten denkmalgeschützt |
| Deutschland    | 48° 42′ 58″ N, 9° 25′ 55″ O   | Plochingen-Stumpenhof           | Heinz Rall Mitarbeit: G. Doose, Bernhard Münch, Helmut Wurm. | 1966                                   | Evangelische Paul-Gerhardt-Kirche | Paul-Gerhardt-Kirche                   | erhalten |
| Deutschland    | 48° 59′ 53″ N, 12° 5′ 42″ O   | Regensburg                      | Heinle, Wischer und Partner Alexander Freiherr von Branca Kurt Ackermann                                                                                             | 1968–1973                              | Universität Regensburg Teilbibliothek Philosophicum 2 Bei seiner Inbetriebnahme hatte das Bibliotheksgebäude den größten Lesesaal aller Unis in der BRD. Besonders das Innere des Gebäudes spiegelt den Baustil wider: eine umlaufende Galerie und eine mittig angeordnete Galeriebrücke aus Sichtbeton gliedert den Lesesaal in zwei gleich große Teile. Das Dach besteht aus U-förmigen Stahlbögen und zweiseitig verglasten Fensterbändern. | Uni-Regensburg Campus und Bibliothek 2 | erhalten |
| Deutschland    | 49° 15′ 27″ N, 7° 2′ 36″ O    | Saarbrücken                     | Walter Schrempf Otto Herbert Hajek | 1963                                   | Mensa der Universität des Saarlandes | Mensa der Universität des Saarlandes   | erhalten, sanierungsbedürftig, denkmalgeschützt |
| Deutschland    | 49° 19′ 39″ N, 6° 44′ 55″ O   | Saarlouis-Roden                 | Günter Kleinjohann | 1965–1968                              | Gemeindezentrum Christkönig am Bahnhofsvorplatz Saarlouis-Roden |                                        | erhalten denkmalgeschützt |
| Deutschland    | 47° 44′ 40″ N, 8° 51′ 8″ O    | Singen/Hohentwiel               | Jörg Herkommer | 1960–1965 (Einweihung)                 | Kath. Kirche St. Elisabeth in der Singener Südstadt am Berliner Platz |                                        | erhalten |
| Deutschland    | 49° 43′ 54″ N, 6° 39′ 30″ O   | Trier                           | Konny Schmitz | ab 1968                                | Kath. Pfarrkirche St. Michael in Trier-Mariahof |                                        | erhalten denkmalgeschützt |
| Deutschland    | 49° 44′ 53″ N, 6° 36′ 47″ O   | Trier                           | Karl Peter Böhr | bis 1966                               | Kath. Pfarrkirche St. Simeon – St. Simeon, Jahnstraße Trier-West. 1966 geweiht. Hervorragend ausgestaltete Kirchenraum mit der 1977 gebauten Orgel und einem kunstvoll gestalteten Altar. Er öffnet sich nach unten zur darunterliegenden Krypta mit dem Schrein des heiligen Simeon. |                                        | denkmalgeschützt, im Mai 2017 wurden Pläne bekannt, die Kirche zu entweihen und in eine Lagerstätte für sakrale Gegenstände umzuwandeln |
| Deutschland    | 48° 22′ 53″ N, 9° 56′ 55″ O   | Ulm                             | Max Bill | ab 1950 (Entwurf), 1955 fertiggestellt | Hochschule für Gestaltung |                                        | erhalten denkmalgeschützt |
| Deutschland    | 51° 18′ 46″ N, 7° 5′ 15″ O    | Velbert                         | Gottfried Böhm | 1969                                   | Nevigeser Wallfahrtsdom |                                        | erhalten |
| Deutschland    | 51° 16′ 56″ N, 7° 14′ 23″ O   | Wuppertal                       | | 1972–1973                              | Katholische Kirche Sankt Paul |                                        | erhalten |
| Frankreich     | 44° 50′ 19″ N, 0° 35′ 0″ W    | Bordeaux                        | Edmond Lay Pierre Layré-Cassou Pierre Dugravier | ab 1974 bis 1980                       | Caisse d’Epargne |                                        | erhalten denkmalgeschützt |
| Frankreich     | 49° 1′ 24″ N, 3° 56′ 42″ O    | Épernay-Pierry                  | Claude Parent | 1970                                   | Mammouth Supermarkt |                                        | |
| Frankreich     | 45° 49′ 10″ N, 4° 37′ 21″ O   | Éveux                           | Le Corbusier Pierre Jeanneret | ab 1953 bis 1960                       | Sainte-Marie de la Tourette |                                        | erhalten Classé MH (2011) Patrimoine XXe s. Weltkulturerbe (2016) |
| Frankreich     | 46° 0′ 18″ N, 6° 41′ 32″ O    | Flaine                          | Marcel Breuer & Associates | ab 1960 bis 1976                       | Wintersportort Flaine |                                        | erhalten |
| Frankreich     | 43° 43′ 57″ N, 7° 10′ 4″ O    | La Gaude                        | Marcel Breuer Robert Gatje | 1960–1963                              | IBM-Forschungszentrum |                                        | erhalten Patrimoine XXe s. (2000) |
| Frankreich     | 43° 15′ 41″ N, 5° 23′ 47″ O   | Marseille                       | Le Corbusier Pierre Jeanneret | 1947–1952                              | Cité Radieuse |                                        | erhalten Classé MH (1986, 1995), Patrimoine XXe s. Weltkulturerbe (2016) |
| Frankreich     | 47° 0′ 11″ N, 3° 9′ 26″ O     | Nevers                          | Claude Parent Paul Virilio | ab 1963 bis 1968                       | Église Sainte-Bernadette du Banlay |                                        | bedroht Inscrit MH (2000) Patrimoine XXe s. (2005) |
| Frankreich     | 47° 42′ 16″ N, 6° 47′ 15″ O   | Ronchamp                        | Le Corbusier | 1950–1955                              | Notre-Dame-du-Haut (Ronchamp) |                                        | erhalten |
| Frankreich     | 48° 38′ 51″ N, 2° 25′ 3″ O    | Ris-Orangis                     | Claude Parent | etwa 1967–1971                         | SUMA Supermarkt |                                        | erhalten MH |
| Frankreich     | 49° 15′ 18″ N, 3° 58′ 48″ O   | Tinqueux                        | Claude Parent | etwa 1967–1970                         | G.E.M. Superstore |                                        | erhalten Classé MH (2011) |
| Griechenland   | 37° 58′ 8″ N, 23° 46′ 35″ O   | Athen                           | L. Kalivites G. Leonardos | 1976                                   | Theologische Fakultät, Nationale und Kapodistrias-Universität Athen |                                        | |
| Griechenland   | 40° 4′ 36″ N, 23° 47′ 35″ O   | Sithonia                        | Walter Gropius (postum) | 1973                                   | Hotel Meliton der Anlage Porto Carras auf der Halbinsel Chalkidiki |                                        | erhalten |
| Großbritannien | 52° 28′ 41″ N, 1° 54′ 9″ W    | Birmingham                      | Bicknell & Hamilton William Robert Headley | 1964                                   | Bahnhof Birmingham New Street Signal Box |                                        | erhalten Grade II |
| Großbritannien | 52° 28′ 48″ N, 1° 54′ 19″ W   | Birmingham                      | John Madin | 1969–1973                              | Birmingham Central Library |                                        | 2016 abgerissen |
| Großbritannien | 51° 27′ 35″ N, 2° 36′ 59″ W   | Bristol                         | Percy Thomas Partnership | 1970–1973                              | Kathedrale von Clifton |                                        | erhalten |
| Großbritannien | 55° 58′ 13″ N, 4° 38′ 26″ W   | Cardross                        | Gillespie, Kidd & Coia | ab 1958 bis 1966                       | St. Peter’s College – Das Gebäude steht seit 1987 leer. |                                        | bedroht, Ruine Kategorie A |
| Großbritannien | 50° 50′ 11″ N, 0° 47′ 8″ W    | Chichester                      | Ahrends, Burton & Koralek | 1965                                   | Theological College |                                        | |
| Großbritannien | 55° 45′ 47″ N, 4° 10′ 5″ W    | East Kilbride                   | Gillespie, Kidd & Coia | ab 1957 bis 1964                       | St. Bride’s Roman Catholic Church – Der Kirchturm wurde 1983 abgebrochen. |                                        | erhalten Kategorie A |
| Großbritannien | 55° 57′ 40″ N, 3° 13′ 58″ W   | Edinburgh                       | Peter Womersley | ab 1963 bis 1968                       | Nuffield Transplantation Surgery Unit, Western General Hospital |                                        | erhalten |
| Großbritannien | 52° 56′ 11″ N, 0° 29′ 48″ O   | Hunstanton                      | Alison und Peter Smithson | ab 1949 bis 1954                       | Hunstanton Secondary School |                                        | erhalten Grade II |
| Großbritannien | 52° 37′ 13″ N, 1° 7′ 25″ W    | Leicester                       | Stirling Gowan | 1959–1963                              | Engineering Building, University of Leicester |                                        | erhalten Grade II* |
| Großbritannien |                               | London                          | Owen Luder Rodney Gordon | 1960 bis 1962                          | Eros House Als Geschäfts- und Bürogebäude konzipierter Komplex in Catford im London Borough of Lewisham; ab 1990 Umgestaltung zu einem Wohngebäude, im 21. Jahrhundert Notunterkunft für Wohnungsnotfälle |                                        | erhalten Grade II |
| Großbritannien | 51° 25′ 59″ N, 0° 18′ 36″ W   | London                          | Stirling Gowan | ab 1955 bis 1958                       | Ham Common Flats |                                        | erhalten Grade II* |
| Großbritannien | 51° 30′ 25″ N, 0° 8′ 21″ W    | London                          | Alison und Peter Smithson | 1962–1964                              | The Economist Building |                                        | erhalten denkmalgeschützt |
| Großbritannien | 51° 30′ 24″ N, 0° 6′ 59″ W    | London                          | Hubert Bennett für London County Council, Department of Architecture and Civic Design                                                                                | ab 1961 bis 1968                       | Queen Elizabeth Hall |                                        | erhalten |
| Großbritannien | 51° 30′ 22″ N, 0° 6′ 56″ W    | London                          | Norman Engleback für London County Council, Department of Architecture and Civic Design                                                                              | ab 1961 bis 1968                       | Hayward Gallery |                                        | erhalten |
| Großbritannien | 51° 30′ 49″ N, 0° 0′ 32″ W    | London                          | Ernő Goldfinger | 1965–1970                              | Rowlett Street Phases I und II |                                        | erhalten Grade II |
| Großbritannien | 51° 30′ 49″ N, 0° 0′ 32″ W    | London                          | Ernő Goldfinger | 1965–1967, 1967–1970                   | Balfron Tower und Carradale House |                                        | erhalten Grade II* |
| Großbritannien | 51° 30′ 0″ N, 0° 8′ 3″ W      | London                          | Basil Spence | 1976                                   | Ex-Home Office am Queen Ann Gate |                                        | |
| Großbritannien | 51° 31′ 26″ N, 0° 12′ 20″ W   | London                          | Ernő Goldfinger | 1968–1973                              | Siedlung Cheltenham (inkl. Trellick Tower) |                                        | Trellick Tower erhalten Grade II* übrige Bauwerke überwiegend abgerissen |
| Großbritannien | 51° 30′ 26″ N, 0° 6′ 51″ W    | London                          | Denys Lasdun | ab 1964 bis 1976                       | National Theatre |                                        | erhalten Grade II* |
| Großbritannien | 51° 30′ 34″ N, 0° 0′ 30″ W    | London                          | Alison und Peter Smithson | ab 1966 bis 1972                       | Siedlung Robin Hood Gardens |                                        | 2017–2019 abgerissen |
| Großbritannien | 51° 31′ 9″ N, 0° 5′ 38″ W     | London                          | Chamberlin, Powell and Bon | ab 1955 1962–1982                      | Barbican Centre und Estate |                                        | erhalten Grade II |
| Großbritannien | 51° 32′ 21″ N, 0° 11′ 0″ W    | London                          | Neave Brown für London Borough of Camden Architect’s Department | 1967–1969 1972–1979                    | Alexandra and Ainsworth Estate |                                        | erhalten Grade II und II* |
| Großbritannien | Koordinaten fehlen! Hilf mit. | London                          | Peter Tábori Kenneth Adie für London Borough of Camden Architect’s Department                                                                                        | 1972–1979                              | Highgate New Town, Stage 1 |                                        | erhalten |
| Großbritannien | 52° 37′ 19″ N, 1° 14′ 27″ O   | Norwich                         | Denys Lasdun | 1962                                   | University of East Anglia |                                        | erhalten |
| Großbritannien | 50° 47′ 48″ N, 1° 5′ 30″ W    | Portsmouth                      | Ken Norrish für Portsmouth City Council Department of Architecture and Civic Design                                                                                  | ab 1970 bis 1976                       | Portsmouth Central Library |                                        | erhalten |
| Großbritannien | 53° 45′ 40″ N, 2° 41′ 47″ W   | Preston                         | Keith Ingham für Building Design Partnership / Ove Arup & Partners                                                                                                   | ab 1960 bis 1969                       | Preston Bus Station |                                        | erhalten Grade II |
| Großbritannien | 51° 31′ 58″ N, 0° 28′ 22″ W   | Uxbridge                        | Richard Sheppard, Robson & Partners | ab 1965 bis 1967                       | Brunel University Lecture Center |                                        | erhalten |
| Großbritannien | 51° 40′ 25″ N, 0° 25′ 11″ W   | Watford                         | Alison und Peter Smithson |                                        | Sugden House, Einfamilienhaus des Architektenehepaares |                                        | |
| Irland         | 53° 20′ 37″ N, 6° 15′ 21″ W   | Dublin                          | Ahrends, Burton & Koralek | 1961–1967                              | Berkeley Library, Trinity College |                                        | erhalten |
| Irland         | 53° 20′ 22″ N, 6° 16′ 9″ W    | Dublin                          | Stephenson, Gibney & Associates | 1971–1973                              | Molyneux House |                                        | erhalten |
| Island         | 64° 7′ 39″ N, 21° 52′ 52″ W   | Reykjavík                       | Högna Sigurðardóttir | ab 1961 bis 1964                       | Wohnhaus Thorvardarhús, Brekkugerði 19 |                                        | erhalten |
| Italien        | 45° 27′ 29″ N, 9° 5′ 1″ O     | Baggio bei Mailand              | Vittoriano Viganò | ab 1955 bis 1957                       | Istituto Marchiondi Spagliardi – Der Komplex wurde als Heim für schwer behinderte Kinder gebaut und in klaren Materialien und mit nach außen gelegten Konstruktionselementen ausgeführt. Halbhohe Wände lassen Teile des Gebäudes immer auch als Ganzes erkennen. Banham bezeichnete den Bau von Viganò als „eine der größten Überraschungen der europäischen Architektur in den späten fünfziger Jahren“. Das Heim wurde in den 1970er Jahren in eine Schule umgewandelt. Nachdem diese 1997 in den Besitz der Stadt gelangte, stehen große Teile leer und verfallen oder werden Ziel von Vandalen. Ein kleinerer Teil dient als Zentrum für querschnittsgelähmte Personen. |                                        | bedroht, Ruine denkmalgeschützt |
| Italien        | 45° 27′ 45″ N, 9° 6′ 45″ O    | Mailand                         | Luigi Figini, Gino Pollini | 1952–1954                              | Kirche Madonna dei Poveri – Der Bau ist klar kubisch gehalten, er erinnert mit den glatten Wänden, die mit einigen Backsteinstreifen geschmückt sind, und seinem breiten metallenen Tor eher an eine Scheune, in der Draufsicht an ein stark vereinfachtes Schiff. | Madonna dei Poveri, Milan              | erhalten |
| Italien        | 45° 27′ 36″ N, 9° 11′ 26″ O   | Mailand                         | BBPR | 1955–1957                              | Torre Velasca | Torre Velasca, Milan                   | erhalten |
| Italien        | 45° 41′ 35″ N, 13° 44′ 58″ O  | Triest                          | Antonio Guacci | 1963–1965                              | Wallfahrtskirche Maria Madre e Regina |                                        | erhalten |
| Italien        | 45° 38′ 21″ N, 13° 49′ 29″ O  | Triest                          | IACP unter der Leitung von Carlo Celli, Luciano Celli | 1969–1983                              | Rozzol Melara |                                        | erhalten |
| Litauen        | 54° 41′ 27″ N, 25° 17′ 28″ O  | Vilnius                         | Eduardas Chlomauskas Zigmas Liandzbergis Jonas Kriukelis | ab 1961 bis 1971                       | Sportpalast Vilnius |                                        | bedroht denkmalgeschützt |
| Malta          | 35° 56′ 30″ N, 14° 21′ 11″ O  | Mellieħa                        | Richard England | 1974                                   | Pfarrkirche |                                        | erhalten |
| Mazedonien     | 41° 59′ 54″ N, 21° 25′ 47″ O  | Skopje                          | Jakow Konstantinos | 1974–1989                              | Postamt und Fernmeldezentrum |                                        | erhalten |
| Montenegro     | 42° 49′ 27″ N, 19° 31′ 8″ O   | Kolašin                         | Marko Mušič | ab 1970 bis 1975                       | Gedenkstätte und Kulturzentrum |                                        | bedroht |
| Niederlande    | 51° 20′ 16″ N, 3° 49′ 53″ O   | Terneuzen                       | Jo van den Broek & Bakema | 1963–1964 1969–1972                    | Rathaus Terneuzen |                                        | denkmalgeschützt |
| Norwegen       | 59° 54′ 46″ N, 10° 46′ 9″ O   | Oslo                            | Kjell Lund | ab 1956 1964–1966                      | Kloster St. Hallvard |                                        | denkmalgeschützt |
| Österreich     | 47° 6′ 53″ N, 13° 8′ 8″ O     | Bad Gastein                     | Gerhard Garstenauer | 1974                                   | Kongresshaus Bad Gastein |                                        | erhalten, denkmalgeschützt |
| Österreich     | 47° 50′ 48″ N, 16° 32′ 5″ O   | Eisenstadt                      | Matthias Szauer Gottfried Fickl | bis 1982                               | Schul- und Sportzentrum |                                        | erhalten |
| Österreich     | 47° 32′ 13″ N, 16° 33′ 27″ O  | Großwarasdorf                   | Matthias Szauer | bis 1972                               | Schulgebäude |                                        | erhalten |
| Österreich     | 47° 44′ 17″ N, 16° 24′ 28″ O  | Mattersburg                     | Herwig Udo Graf | ab 1973 bis 1976                       | Kulturzentrum Mattersburg |                                        | Abriss ab Juli 2019 Nordwesttrakt denkmalgeschützt (2016) |
| Österreich     | 47° 44′ 15″ N, 16° 23′ 57″ O  | Mattersburg                     | Herwig Udo Graf | bis 1972                               | Sparkassengebäude |                                        | erhalten, denkmalgeschützt |
| Österreich     | 47° 52′ 56″ N, 16° 56′ 23″ O  | Mönchhof                        | Herwig Udo Graf | bis 1972                               | Volksschule |                                        | erhalten |
| Österreich     | 47° 16′ 52″ N, 16° 12′ 15″ O  | Oberwart                        | Rudolf Schober Erwin Christoph | bis 1977                               | Internat |                                        | erhalten |
| Österreich     | 47° 17′ 11″ N, 16° 12′ 58″ O  | Oberwart                        | Günther Domenig Eilfried Huth | 1966–1969                              | Kirche der Auferstehung Christi |                                        | erhalten denkmalgeschützt |
| Österreich     | 47° 16′ 47″ N, 16° 12′ 13″ O  | Oberwart                        | Matthias Szauer Gottfried Fickl | 1971–1988                              | Spital |                                        | erhalten |
| Österreich     | 47° 54′ 27″ N, 16° 42′ 14″ O  | Purbach am Neusiedler See       | Matthias Szauer | bis 1973                               | Wohnhausanlage am Türkenhain |                                        | erhalten |
| Österreich     | 47° 51′ 10″ N, 16° 37′ 23″ O  | Schützen am Gebirge             | Herwig Udo Graf | bis 1972                               | Volksschule |                                        | erhalten |
| Österreich     | 47° 9′ 41″ N, 16° 9′ 34″ O    | Stegersbach                     | 3P | bis 1974                               | Neue Pfarrkirche |                                        | erhalten denkmalgeschützt |
| Österreich     | 48° 11′ 13″ N, 15° 37′ 6″ O   | St. Pölten                      | Karl Schwanzer | 1967–1972                              | Wirtschaftsförderungs-Institut (WIFI) Sankt Pölten |                                        | teilweise erhalten denkmalgeschützt, der Internatsturm wurde 2000 abgerissen |
| Österreich     | 48° 8′ 51″ N, 16° 15′ 13″ O   | Wien                            | Fritz Wotruba Fritz Gerhard Mayr | 1976                                   | Wotrubakirche, eigentlich Kirche Zur Heiligsten Dreifaltigkeit |                                        | erhalten denkmalgeschützt |
| Polen          | 50° 15′ 30″ N, 19° 1′ 0″ O    | Katowice                        | Wacław Kłyszewski Jerzy Mokrzyński Eugeniusz Wierzbicki | 1964–1972                              | Bahnhof Katowice |                                        | 2011 abgerissen |
| Polen          | 50° 3′ 48″ N, 19° 56′ 3″ O    | Krakau                          | Krystyna Tołłoczko-Różyska | ab 1959 bis 1965                       | „Bunkier Sztuki“, Städtischer Ausstellungspavillon |                                        | |
| Portugal       | 38° 44′ 12″ N, 9° 9′ 15″ W    | Lissabon                        | Alberto Pessoa | 1964–1969                              | Museu Calouste Gulbenkian |                                        | erhalten |
| Rumänien       | 47° 47′ 19″ N, 22° 52′ 23″ O  | Satu Mare                       | Nicolae Porumbescu | 1972–1976 1977–1988                    | Stadtzentrum |                                        | erhalten |
| Russland       | 55° 47′ 1″ N, 37° 33′ 52″ O   | Moskau                          | Andrei Meerson Elena Podolskaja M. Mostowoj G. Klimenko | ab etwa 1973 bis 1978                  | Haus der Piloten (Haus der „Banner der Arbeit“-Fabrik) |                                        | erhalten |
| Russland       | 55° 45′ 28″ N, 37° 36′ 0″ O   | Moskau                          | | 1976–1979                              | Pressezentrum der Olympischen Sommerspiele 1980 |                                        | erhalten |
| Russland       | 47° 13′ 43″ N, 39° 43′ 36″ O  | Rostow am Don                   | Jan Sanis Alexander Dolschikow | ab 1966 1974–1994                      | Staatsbibliothek Don |                                        | erhalten |
| Russland       | 59° 58′ 18″ N, 30° 19′ 26″ O  | Sankt Petersburg                | Wiktor Lewiasch Naum Matusewitsch | ab 1965 bis 1975                       | Gebäude 5, Elektrotechnisches Institut Leningrad |                                        | erhalten |
| Ukraine        | 44° 26′ 43″ N, 34° 8′ 2″ O    | Jalta (Stadtteil Kurpaty)       | Igor Wassilewski | ab 1980 bis 1985                       | Erholungsheim Druschba |                                        | erhalten |
| Schweden       | 59° 17′ 31″ N, 18° 7′ 1″ O    | Stockholm                       | Sigurd Lewerentz | 1958–1963                              | Eingangsseite der Markuskyrkan |                                        | erhalten |
| Schweiz        |                               | Grono                           | Raphael Zuber, Ingenieur Patrick Gartmann, Landschaftsarchitekt Maurus Schifferli                                                                                    | 2007–2011                              | Schulhaus Grono |                                        | erhalten |
| Schweiz        |                               | Paspels                         | Valerio Olgiati, Praktikant: Raphael Zuber | 1996–1998                              | Oberstufenschulhaus |                                        | erhalten |
| Schweiz        | 47° 25′ 54″ N, 9° 22′ 29″ O   | St. Gallen                      | Walter Maria Förderer R. G. Otto H. Zwimpfer | 1957 bis 1963                          | Campus Rosenberg der Universität St. Gallen |                                        | erhalten |
| Schweiz        | 46° 58′ 25″ N, 7° 24′ 30″ O   | Herrenschwanden                 | Atelier 5 | 1967–1974                              | Siedlung Thalmatt 1 im Kanton Bern |                                        | erhalten |
| Schweiz        | 46° 10′ 49″ N, 7° 24′ 17″ O   | Hérémence                       | Walter Maria Förderer | ab 1961 bis 1971                       | Pfarrkirche St. Nicolas |                                        | denkmalgeschützt |
| Schweiz        | 47° 17′ 51″ N, 7° 52′ 46″ O   | Rothrist                        | Atelier 5 | ab 1957 bis 1958                       | Haus Alder |                                        | |
| Serbien        | 44° 49′ 23″ N, 20° 24′ 49″ O  | Belgrad                         | Branislav Jovin | ab 1967 bis 1970                       | Institut für Stadtplanung |                                        | erhalten |
| Serbien        | 44° 49′ 13″ N, 20° 24′ 17″ O  | Belgrad                         | Mihajlo Mitrovic | 1980                                   | Genex-Turm |                                        | erhalten |
| Slowenien      | 46° 14′ 31″ N, 14° 21′ 18″ O  | Kranj                           | Edvard Ravnikar | ab 1968 bis 1970                       | Hotel Creina |                                        | denkmalgeschützt |
| Spanien        | 40° 26′ 23″ N, 3° 40′ 19″ W   | Madrid                          | Francisco Javier Sáenz de Oiza | 1964–1968                              | Torres Blancas |                                        | erhalten |
| Spanien        | 39° 29′ 3″ N, 0° 21′ 13″ W    | Valencia                        | Antonio Cortés Ferrando | ab 1983 bis 1994                       | Espai Verd |                                        | erhalten |
| Türkei         | siehe Asien                   | siehe Asien                     | siehe Asien | siehe Asien                            | siehe Asien | siehe Asien                            | siehe Asien |
| Tschechien     | 50° 5′ 20″ N, 14° 25′ 38″ O   | Prag                            | Studio Alfa (Věra Machoninová, Vladimir Machonin) | ab 1969 bis 1974                       | Kaufhaus Kotva |                                        | erhalten |
| Tschechien     | 50° 13′ 44″ N, 12° 52′ 35″ O  | Karlsbad                        | Studio Alfa (Věra Machoninová, Vladimir Machonin) | ab 1968 bis 1977                       | Hotel Thermal |                                        | erhalten |
| Ungarn         | 47° 29′ 2″ N, 19° 0′ 22″ O    | Budapest                        | István Szabó | ab 1975 bis 1978                       | Allerheiligenkirche | Allerheiligenkirche Budapest           | denkmalgeschützt |

Weiterführendes:
*Brutalismus in Berlin, Zeitschrift Architektur, 5. März 2017.

## Nordamerika
| Land                           | Koordinaten                       | Ort                       | Architekten                                                              | Entwurf Baujahr       | Beschreibung / Nutzung | Abbildung                      | Status und Schutz |
| ------------------------------ | --------------------------------- | ------------------------- | ------------------------------------------------------------------------ | --------------------- | --- | ------------------------------ | ----------------- |
| Kanada                         | 43° 8′ 31″ N, 80° 15′ 44″ W       | Brantford                 | Michael Kopsa für Marani, Rounthwaite & Dick                             | ab 1964 bis 1967      | Brantford City Hall und Magistrate Court |                                | denkmalgeschützt  |
| Kanada                         | 51° 3′ 32″ N, 114° 0′ 26″ W       | Calgary                   | Gordon Atkins                                                            | bis 1968              | Maryland Heights Elementary School |                                |                   |
| Kanada                         | 43° 31′ 49″ N, 80° 13′ 20″ W      | Guelph                    | John Andrews                                                             | 1969                  | Studentenwohnheim |                                |                   |
| Kanada                         | 43° 0′ 27,8″ N, 81° 16′ 32,1″ W   | London                    | Murphy, Schuller, Green & Martin                                         | bis 1972              | D. B. Weldon Bibliothek, University of Western Ontario – Das Gebäude trägt den Namen des Colonel Douglas Black Weldon, der im Ersten Weltkrieg kämpfte und das Londoner Regiment der Royal Highland Fusiliers von Kanada während des Zweiten Weltkriegs befehligte. Er war 1946–1967 Mitglied des Gouverneursrates der Universität. |                                | erhalten          |
| Kanada                         | 45° 29′ 57″ N, 73° 33′ 56″ W      | Montreal                  | Raymond T. Affleck für Affleck, Desbarats, Dimakopoulos, Lebensold, Sise | ab 1963 bis 1967      | Place Bonaventure – Ursprünglich waren nur die obersten vier Geschosse mit Fenstern versehen, im Zuge von Umnutzungen wurden weitere Fenster in den anderen Geschossen eingebaut. |                                | erhalten          |
| Kanada                         | 45° 30′ 0″ N, 73° 32′ 38″ W       | Montreal                  | Moshe Safdie                                                             | bis 1967              | Habitat 67 für die Weltausstellung 1967 |                                | erhalten          |
| Kanada                         | 52° 8′ 0″ N, 106° 38′ 7″ W        | Saskatoon                 | Moody und Moore                                                          | 1970/1971             | Health Sciences Building, Erweiterungsbau (B-wing genannt), University of Saskatchewan – Das Grundgebäude der Gesundheitswissenschaften entstand bereits in den 1950er Jahren im Elisabethanischen Stil (=A-wing). Der Erweiterungsbau, ein Haus mit sieben Etagen, kostete 8,8 Millionen US-Dollar und bietet rund zweieinhalbmal soviel Nutzfläche wie der A-Flügel. Darin sind medizinische und zahnmedizinische Hochschulen und die Schule für Krankenpflege untergebracht. Die Fassade ist in Tyndall-Stein ausgeführt, der dem Sichtbeton sehr ähnlich sieht. |                                | erhalten          |
| Kanada                         | 43° 46′ 22″ N, 79° 30′ 15″ W      | Toronto                   |                                                                          | 1970                  | Ross Building, York University | Ross Building, York University |                   |
| Kanada                         | 43° 47′ 1″ N, 79° 11′ 16″ W       | Toronto                   | John Andrews mit Michael Hough, Michael Hugo-Brunt                       | ab 1962 bis 1965      | Scarborough College der University of Toronto – Zu Ehren des Architekten wurde der Bau in John Andrews Building umbenannt. |                                | erhalten          |
| Kanada                         | Koordinaten fehlen! Hilf mit.     | Toronto                   |                                                                          | 1971                  | Environment Canada, MSC Headquarters |                                |                   |
| Kanada                         | 48° 27′ 48″ N, 123° 18′ 26″ W     | Victoria                  |                                                                          | 1969                  | Landsdown Residences, University of Victoria |                                |                   |
| Mexiko                         |                                   | Mexiko-Stadt              | Leonardo Vilchis Platas, Alberto Gonzalez Pozo                           | 1972                  | Dreifamilienhaus | Link zum Bild                  |                   |
| Mexiko                         | Koordinaten fehlen! Hilf mit.     | Mexiko-Stadt              | Agustin Hernández Navarro                                                | ab etwa 1972 bis 1975 | Taller de Arquitectura | Modell                         | denkmalgeschützt  |
| Vereinigte Staaten von Amerika | 39° 17′ 21″ N, 76° 36′ 57″ W      | Baltimore                 | John M. Johansen                                                         | 1964–1967             | Morris A. Mechanic Theatre |                                | 2014 abgerissen   |
| Vereinigte Staaten von Amerika | 42° 21′ 37″ N, 71° 3′ 29″ W       | Boston                    | Kallmann McKinnell & Knowles Campbell, Aldrich & Nulty                   | 1962–1969             | Boston City Hall |                                | erhalten          |
| Vereinigte Staaten von Amerika | 42° 21′ 45″ N, 71° 3′ 48″ W       | Boston                    | Paul Rudolph                                                             | 1964–1972             | Government Service Center |                                | erhalten          |
| Vereinigte Staaten von Amerika | 40° 0′ 25″ N, 105° 15′ 49″ W      | Boulder (Colorado)        |                                                                          | 1965                  | University of Colorado Boulder |                                | erhalten          |
| Vereinigte Staaten von Amerika | 42° 22′ 33″ N, 71° 6′ 50″ W       | Cambridge (Massachusetts) | John Andrews                                                             | 1969–1972             | Gund Hall der Harvard-Universität |                                | erhalten          |
| Vereinigte Staaten von Amerika | 41° 47′ 32″ N, 87° 36′ 0″ W       | Chicago                   | Walter Netsch                                                            |                       | Joseph Regenstein Library, University of Chicago |                                | erhalten          |
| Vereinigte Staaten von Amerika | 39° 10′ 21″ N, 85° 56′ 16″ W      | Columbus (Indiana)        | Eliot Noyes                                                              | ab 1966 bis 1969      | Southside Middle School |                                | erhalten          |
| Vereinigte Staaten von Amerika | 41° 37′ 47″ N, 71° 0′ 24″ W       | Dartmouth (Massachusetts) | Desmond and Lord Paul Rudolph                                            | ab 1962 bis 1972      | Southeastern Massachusetts Technological Institute |                                | erhalten          |
| Vereinigte Staaten von Amerika | Koordinaten fehlen! Hilf mit.     | Davis (Kalifornien)       |                                                                          | 1971                  | Briggs Hall, University of California |                                |                   |
| Vereinigte Staaten von Amerika | 29° 45′ 44″ N, 95° 21′ 55″ W      | Houston                   | Ulrich Franzen                                                           | ab 1964 bis 1968      | Alley Theatre |                                | denkmalgeschützt  |
| Vereinigte Staaten von Amerika | Koordinaten fehlen! Hilf mit.     | Madison (Wisconsin)       |                                                                          | späte 1960er          | George L. Mosse Humanities Building und Vilas Hall, University of Wisconsin–Madison |                                |                   |
| Vereinigte Staaten von Amerika | Koordinaten fehlen! Hilf mit.     | Miami Beach               | John Andrews                                                             | 1967                  | Abfertigungsanlagen am Pier von Miami Beach |                                |                   |
| Vereinigte Staaten von Amerika | Koordinaten fehlen! Hilf mit.     | New Haven (Connecticut)   | Louis I. Kahn Douglas Orr                                                | 1951–1953             | Erweiterungsbau der Yale University |                                | erhalten          |
| Vereinigte Staaten von Amerika | 41° 18′ 32″ N, 72° 55′ 55″ W      | New Haven (Connecticut)   | Paul Rudolph                                                             | ab 1958 bis 1963      | Yale Art and Architecture Center, Yale University |                                | erhalten          |
| Vereinigte Staaten von Amerika | Koordinaten fehlen! Hilf mit.     | New York City             |                                                                          | 1970                  | Carman Hall, Lehman College |                                |                   |
| Vereinigte Staaten von Amerika | 40° 43′ 0″ N, 74° 0′ 21″ W        | New York City             | John Carl Warnecke                                                       | 1967–1974             | AT&T Long Lines Building (33 Thomas Street) |                                | erhalten          |
| Vereinigte Staaten von Amerika | Koordinaten fehlen! Hilf mit.     | Oklahoma City             | John M. Johansen                                                         | 1970                  | Mummers Theatre |                                | 2014 abgerissen   |
| Vereinigte Staaten von Amerika | Koordinaten fehlen! Hilf mit.     | Orlando (Florida)         | John M. Johansen                                                         | 1966                  | Public Library |                                |                   |
| Vereinigte Staaten von Amerika | 32° 52′ 52,2″ N, 117° 14′ 15,5″ W | San Diego                 | William Pereira                                                          | späte 1960er          | Geisel Bibliothek, University of California, San Diego |                                | erhalten          |
| Vereinigte Staaten von Amerika | Koordinaten fehlen! Hilf mit.     | San Francisco Bay Area    |                                                                          | 1972/73               | Bay Area Rapid Transit Bahnhof |                                |                   |
| Vereinigte Staaten von Amerika | Koordinaten fehlen! Hilf mit.     | Washington, D.C.          | Charles Murphy                                                           | bis 1964 1967–1974    | J. Edgar Hoover Building |                                | erhalten          |
| Vereinigte Staaten von Amerika | Koordinaten fehlen! Hilf mit.     | Washington, D.C.          | John Carl Warnecke                                                       | 1970                  | Lauinger Library, Georgetown University |                                | erhalten          |
| Vereinigte Staaten von Amerika | Koordinaten fehlen! Hilf mit.     | Worcester (Massachusetts) | John M. Johansen                                                         | ab 1965 bis 1969      | Robert H. Goddard Library, Clark University |                                | erhalten          |

## Mittel- und Südamerika
| Land        | Koordinaten                   | Ort            | Architekten | Entwurf Baujahr    | Beschreibung / Nutzung                                                  | Abbildung                                                               | Status und Schutz |
| ----------- | ----------------------------- | -------------- | --- | ------------------ | ----------------------------------------------------------------------- | ----------------------------------------------------------------------- | ----------------- |
| Argentinien | 34° 36′ 23″ S, 58° 22′ 19″ W  | Buenos Aires   | Clorindo Testa, SEPRA                                                                                            | ab 1959 bis 1966   | Bank of London and South America                                        |                                                                         | denkmalgeschützt  |
| Argentinien | 34° 37′ 53″ S, 58° 24′ 20″ W  | Buenos Aires   | Flora Manteola, Ignacio Petchersky, Javier Sánchez Gómez, Josefa Santos, Justo Solsona, Rafael Viñoly            | 1970er             | Rioja Housing Tower                                                     |                                                                         | erhalten          |
| Brasilien   | 22° 54′ 39″ S, 43° 10′ 51″ W  | Rio de Janeiro | Edgar Fonseca Roberto Burle Marx                                                                                 | 1964–1979          | Catedral de São Sebastião                                               |                                                                         | erhalten          |
| Brasilien   | 12° 56′ 53″ S, 38° 25′ 39″ W  | Salvador       | João Filgueiras Lima                                                                                             | bis 1974           | Centro de Exposições                                                    |                                                                         | bedroht           |
| Brasilien   | 23° 33′ 36″ S, 46° 43′ 47″ W  | São Paulo      | João Baptista Vilanova Artigas Carlos Cascaldi                                                                   | ab 1961 bis 1969   | Fakultät für Architektur und Städtebau, Universität São Paulo (FAU-USP) | Fakultät für Architektur und Städtebau, Universität São Paulo (FAU-USP) | denkmalgeschützt  |
| Brasilien   | 23° 33′ 42″ S, 46° 42′ 34″ W  | São Paulo      | Paulo Mendes da Rocha                                                                                            | ab 1964 bis 1966   | Haus Paulo Mendes da Rocha                                              |                                                                         | erhalten          |
| Chile       | 36° 36′ 42″ S, 72° 5′ 47″ W   | Chillán        | Isidro Suárez Jesús Bermejo Juan Borchers                                                                        | ab 1960 bis 1965   | Elektrizitätsgenossenschaft Copelec                                     |                                                                         | denkmalgeschützt  |
| Costa Rica  | Koordinaten fehlen! Hilf mit. | San José       | Alberto Linner Díaz für Abteilung für Ingenieurwesen und Architektur, Caja Costarricense de Seguro Social (CCSS) | ab 1976 bis 1980   | Bürogebäude Jenaro Valverde Marín                                       |                                                                         | erhalten          |
| Ecuador     | Koordinaten fehlen! Hilf mit. | Quito          | Oswaldo de la Torre                                                                                              | ab 1965 bis 1972   | Teatro de la Escuela Politécnica Nacional                               |                                                                         | erhalten          |
| Kuba        | 23° 6′ 46″ N, 82° 26′ 8″ W    | Havanna        | A. Rotschegow | 1985               | Sowjetische Botschaft Havanna                                           |                                                                         | erhalten          |
| Venezuela   | 10° 29′ 55″ N, 66° 53′ 52″ W  | Caracas        | Jesús Sandoval Tomás Lugo Marcano Dietrich Kunckel                                                               | ab 1971, 1972–1983 | Teatro Teresa Carreño                                                   |                                                                         | denkmalgeschützt  |
| Venezuela   | 8° 54′ 56″ N, 69° 46′ 23″ W   | Guanare        | Erasmo Calvani                                                                                                   | ab 1975, 1982–1996 | Basilika Unserer Lieben Frau von Coromoto                               |                                                                         | denkmalgeschützt  |

## Ozeanien
| Land            | Koordinaten                   | Ort          | Architekten                                           | Entwurf Baujahr    | Beschreibung / Nutzung                                                              | Abbildung                    | Status und Schutz                                                             |
| --------------- | ----------------------------- | ------------ | ----------------------------------------------------- | ------------------ | ----------------------------------------------------------------------------------- | ---------------------------- | ----------------------------------------------------------------------------- |
| Australien      | 35° 14′ 29″ S, 149° 4′ 11″ O  | Canberra     | John Andrews                                          | ab 1968 bis 1976   | Government Offices, Cameron Offices                                                 |                              | Flügel 1, 2 und 6–9 2005–2008 abgerissen Flügel 3–5 erhalten denkmalgeschützt |
| Australien      | Koordinaten fehlen! Hilf mit. | Lindfield    | David Turner für NSW Government Architect's Office    | 1968–1989          | William Balmain Teachers College                                                    |                              | erhalten                                                                      |
| Australien      | 37° 48′ 25″ S, 144° 58′ 0″ O  | Melbourne    | Graeme Gunn                                           | 1968–1971          | Plumbers and Gasfitters Employees' Union Building                                   |                              | erhalten denkmalgeschützt                                                     |
| Australien      | 31° 56′ 36″ S, 115° 52′ 37″ O | Perth        | Anthony Brand für Forbes and Fitzhardinge Architectes | ab 1973 bis 1976   | Westrail Centre                                                                     |                              | erhalten denkmalgeschützt (1998)                                              |
| Australien      | 33° 53′ 11″ S, 151° 12′ 39″ O | Sydney       | John James                                            | ab 1963 bis 1967   | Reader’s Digest Building                                                            |                              | erhalten denkmalgeschützt                                                     |
| Australien      | 33° 45′ 5″ S, 151° 17′ 14″ O  | Sydney       | Edwards, Madigan, Torzillo & Briggs                   | ab 1970 bis 1973   | Warringah Shire Civic Centre                                                        |                              | erhalten                                                                      |
| Australien      | 33° 51′ 28″ S, 151° 12′ 28″ O | Sydney       | Theodore Gofers                                       | 1978–1980          | Wohnhaus Sirius                                                                     |                              | bedroht                                                                       |
| Neuseeland      | 43° 35′ 6″ S, 172° 42′ 23″ O  | Christchurch | Peter Beaven                                          | 1964               | Verwaltungsgebäude des Straßentunnels Christchurch–Lyttelton                        | Zustand 2008                 | 2013 abgerissen ehemals Category I                                            |
| Neuseeland      | 43° 31′ 25″ S, 172° 34′ 26″ O | Christchurch | Miles Warren Maurice Mahoney                          | 1964–1970          | Studentenwohnheime (1964) und James Hight Building (1970), University of Canterbury | James Hight Building         | erhalten                                                                      |
| Neuseeland      | 43° 31′ 37″ S, 172° 38′ 9″ O  | Christchurch | Miles Warren Maurice Mahoney                          | 1972               | Christchurch Town Hall                                                              |                              |                                                                               |
| Neuseeland      | 41° 17′ 37″ S, 174° 47′ 1″ O  | Wellington   | James Beard                                           | 1962–1975 bis 1973 | Hannah Playhouse                                                                    | Hannah Playhouse             | bedroht                                                                       |
| Neuseeland      | 41° 17′ 8″ S, 174° 44′ 32″ O  | Wellington   | Stanley William Toomath                               | ab 1962 bis 1975   | Wellington Teachers Training College                                                | Eingang an der Donald Street | teilweise abgerissen                                                          |
| Papua-Neuguinea | 9° 28′ 0″ S, 147° 11′ 45″ O   | Port Moresby | Peter Mildner für John Wild Architects                | ab 1979 bis 1981   | Boroko Post Office                                                                  |                              | erhalten                                                                      |